# Байрамова, Гезаль Орудж кызы
Гезаль Байрамова (также: Гёзал или Гезяль Байрамлы; азерб. Gözəl Oruc qızı Bayramlı; 27 апреля 1962, Баку — 7 октября 2020, Баку) — государственный и политический деятель, член и заместитель председателя президиума партии Народный фронт Азербайджана (ПНФА), бывшая политзаключённая.

## Деятельность
Гёзаль Байрамова родилась 27 апреля 1962 года.
На протяжении многих лет была членом и заместителем председателя партии Народный фронт Азербайджана, способствовала формированию первого правительства Азербайджана в 1992 году после распада Советского Союза до 1993 года, когда Гейдар Алиев пришел к власти. Впоследствии Байрамова стала одной из видных женщин-оппозиционеров и правозащитницей, защищающей права политзаключённых в Азербайджане. Её несколько раз задерживали за политическую деятельность на непродолжительные сроки.

## Арест и политическое заключение
Байрамова была задержана Государственной пограничной службой 25 мая 2017 года при переходе границы из Грузии в Азербайджан, возвращаясь после лечения за границей. Власти обвинили Байрамову в контрабанде незадекларированных денежных средств. Она отвергла предъявленные ей обвинения, назвав их политически мотивированными, утверждая что деньги были подброшены ей в сумку.
В своих показаниях в суде Байрамова заявила, что в октябре 2016 года её вызвали в Главное управление по борьбе с организованной преступностью и пригрозили арестом, если она не прекратит свою «антигосударственную деятельность» очевидно подразумевая её защиту политических заключенных по «Нардаранскому делу». Она упомянула, что вскоре после этого разговора она начала получать угрозы и сообщила об этом правоохранительным органам, но дело таки и не было объективно расследовано.
23 января 2018 года решением Газахского районного суда Байрамова была приговорена к 3 годам лишения свободы. Арест Байрамлы совпал с арестом ещё одного оппозиционного журналиста и правозащитника — Афгана Мухтарлы. Оба, Байрамова и Мухтарлы, были арестованы в мае 2017 года на разных пунктах пересечения границы с соседней Грузией и приговорены к тюремному заключению за контрабанду. Их аресты, и последующее тюремное заключение подверглись широкой международной критике.
Международная правозащитная организация Human Rights Watch выступила с заявлением, в котором осудила репрессии против критиков режима и призвала власти Азербайджана освободить обоих заключенных. Amnesty International сочла их узниками совести.
Госдепартамент США осудил её арест и последующий приговор суда. Евросоюз сделал заявление, в котором говорится: «Рассмотрение Азербайджаном всех без исключения случаев лишения свободы, связанных с осуществлением основных прав, включая свободу выражения мнений, и немедленное освобождение всех, кого это касается, необходимо срочно». Комитет ПАСЕ по правовым вопросам и правам человека также выразил озабоченность ситуацией с правами человека в Азербайджане.
Отбыв два года тюремного заключения, она была помилована по массовой амнистии в марте 2019 года в преддверии праздника Новруз вместе с 400 заключенными, включая 51 политических заключенных.

## Смерть
За время пребывания в тюрьме Байрамова получила многочисленные травмы, а также была лишена надлежащего питания и медицинского обслуживания. После освобождения из тюрьмы она обратилась за медицинской помощью в университетскую больницу Гейдельберга в Германии, где ей был поставлен тяжелый диагноз. Байрамова скончалась 7 октября 2020 года в своей квартире в Баку.
На её похоронах была задержана оппозиционная журналистка Фатима Мовламлы по обвинению в нарушении правил карантина. Вскоре после освобождения она сообщила, что её телефон, конфискованный полицией при задержании, ей не вернули.